# Mir Valiuddin
Mir Valiuddin (gest. 1975) war ein indischer islamischer Philosoph und Hochschullehrer. Er war Professor für Philosophie an der Osmania University in Haidarabad (Dekkan), Andhra Pradesh, Indien. Sein Spezialgebiet war der Sufismus (islamische Mystik). In der Geschichte der muslimischen Philosophie von M. M. Sharif verfasste er den Beitrag zum Muʿtazilismus.

## Schriften (Auswahl)
- Love of God. A Sufic Approach. Farnham. Sufi Publishing, 1972

- The Quranic Sufism.  Delhi : Motilal Banarsidass, 2002, ISBN 81-208-0320-5 (Online-Teilansicht)

- Contemplative Disciplines in Sufism. 1980

- Hameed, Hakim Abdul (ed.) & Mir Valiuddin: Love in its Essence : The Sufi Approach, in: Studies in Islam, Vol. 3, No. 1, 1966. Quarterly Journal of Indian Institute of Islamic Studies. New Delhi: Indian Institute of Islamic Studies, 1966

- ”Mu'tazilism” (Chapter 10), in: A History of Muslim Philosophy, M. M. Sharif (Hrsg.). 2 Bände – Online abrufbar: Band I (1963), Band II (1966).

- ”Sufi movement in India”. In: Cultural and Religious Heritage of India. Edited by Suresh K. Sharma and Usha Sharma, Mittal, 2004, 8 Bände, ISBN 81-7099-955-3, Islam-Band